# یانووا
یانووا (به چکی: Janová) یک منطقهٔ مسکونی در جمهوری چک است که در ناحیه وستین واقع شده‌است. یانووا ۹٫۲۱ کیلومتر مربع مساحت و ۷۲۱ نفر جمعیت دارد و ۳۶۸ متر بالاتر از سطح دریا واقع شده‌است.